# Capitell d'Ashoka

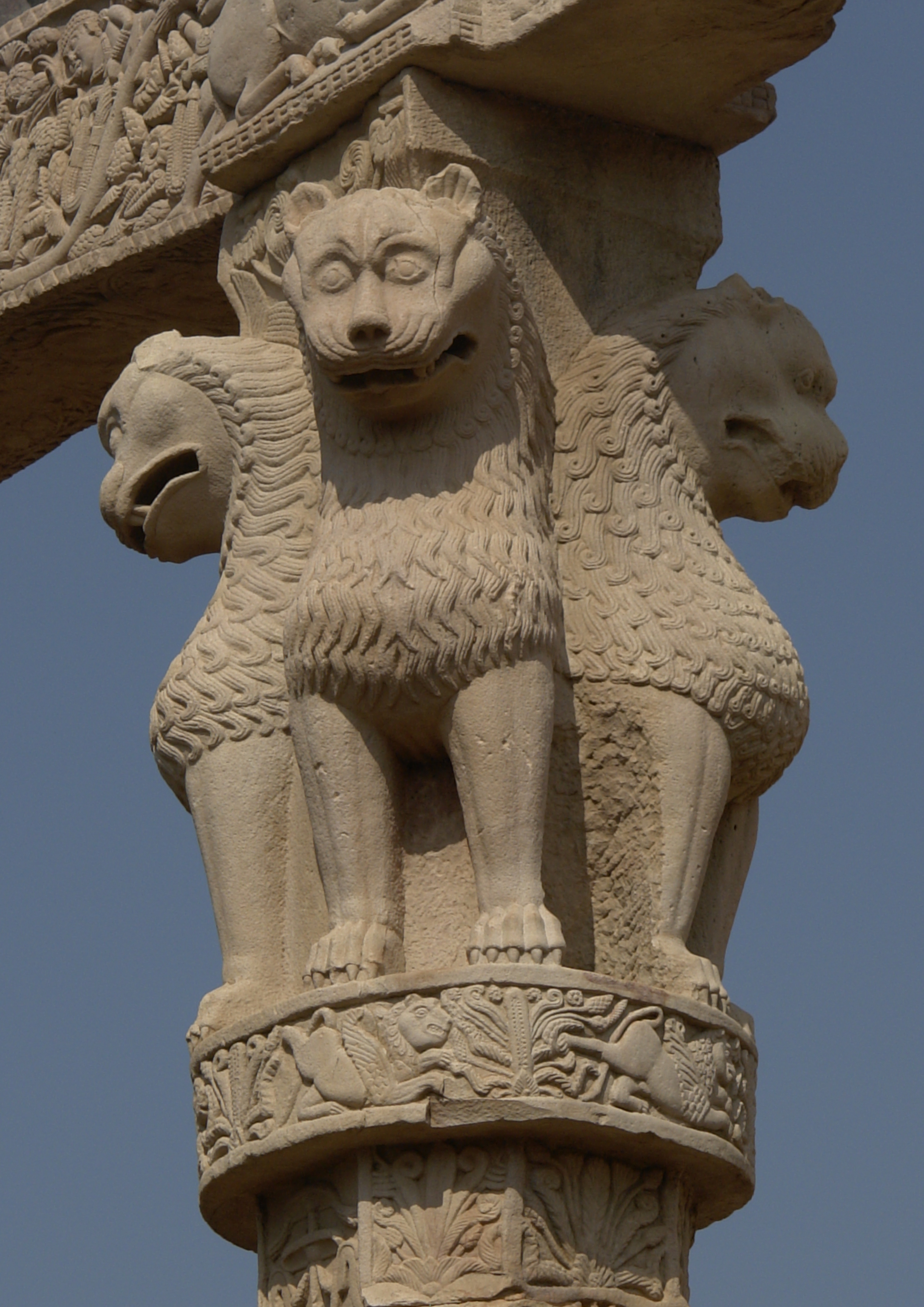
El capitell del pilar d'Ashoka, amb els quatre lleons

El capitell d'Ashoka és una escultura de quatre lleons asiàtics que estan parats esquena a esquena en una elaborada base circular que inclou altres animals. Una representació gràfica en fou adoptada com a emblema oficial d'Índia al 1950. Fou col·locat originàriament sobre el pilar d'Ashoka a l'important lloc budista de Sarnath per l'emperador Ashoka, cap al 250 ae. El pilar, de vegades anomenat columna d'Ashoka, continua en la ubicació originària, però el capitell dels lleons es troba ara al Museu de Sarnath, en l'estat d'Uttar Pradesh, Índia. Fa 2,15 metres d'alt incloent-ne la base, i és més elaborat que els altres capitells que sobrevisqueren dels pilars d'Ashoka, també duent sengles animals a la cúpula.
S'identificaven com a stambhas, eren columnes d'origen prebudista molt utilitzades en el món índic. Aquestes complien amb diferents funcions: la principal era la religiosa, per difondre la llei budista. Val a dir que aquests elements eren respectats, ja que eren punts de trobada i també assenyalaven camins.
El capitell està tallat en un únic bloc de gres i sempre fou una peça separada de la columna. Representa quatre lleons asiàtics esquena contra esquena. Estan muntats sobre un àbac amb un fris de relleus d'un elefant, un cavall al galop, un toro, i un lleó, animals que representen els vents dominants. Tot això està recolzat sobre un lotus. Hi ha una rèplica del s. XIII del pilar de Sarnath i el seu corresponent capitell a Wat Umong, prop de Chiang Mai, Tailàndia. Construït pel rei Mengrai, preserva la seua corona Dharmachakra. La roda del capitell, sota els lleons, és el model que es prengué per a la bandera d'Índia. També apareix en la rupia, moneda nacional de l'Índia.
Segons les fonts algunes de les rodes d'aquest capitell eren d'or o bé d'ivori, de més de dos metres. Aquestes s'han interpretat com una demostració de la importància del stambha, així com de la seva capacitat de congregació. El lleó és l'emblema de la família o el clan dels Sakya, la família de Buda i el que s'està representant es al propi Buda predicant als quatre punts cardinals sobre el chakra o Roda de la Llei. De fet, els lleons tenen la boca oberta perquè es troben predicant vers tots els punts cardinals. A més, són l'animal heràldic de la dinastia, tant Maurya com dels Sakya, però també el recordatori del passat principesc del Buda. Els animals representats estan en moviment, són dinàmics. I la roda del Dharma, de 24 radis, és equivalent a les 24 qualitats d'un seguidor budista, com Buda ho defineix als seus sermons. El capitell és representatiu de l'art de l'Imperi Maurya però té una mescla d'estils, perquè cada part té una intenció diferent; si la finalitat és diferent, l'estil artístic també ho és
Com a dada important alhora que curiosa la peça es va trobar mig enterrada, és a dir, només es veia el capitell, per tant, la columna es trobava sota terra. Tot i que desconeixem com els mauryas pulien les pedres sabem que la pedra emprada per aquesta obra s'anomena chunar.

## Context de la peça
Aquests pilars o stambhas es van començar a construir durant l'Imperi Maurya cap al segle III aC, temps després de la mort d'Alexandre el Gran el 323 aC. El net del primer emperador Maurya, Ashoka (273-232 a.C.), va ser qui no només acabaria amb les conquestes de les cultures de la Vall (que van començar amb el primer emperador), entre aquestes Pèrsia, els regnes d'Alexandria…sinó que es convertiria al budisme el 260 a.C. finalitzant així les campanyes militars i convertint la filosofia budista en llei. Ashoka va ascendir al tron el 269 a.C. heretant l'imperi del seu avi Chandragupta.

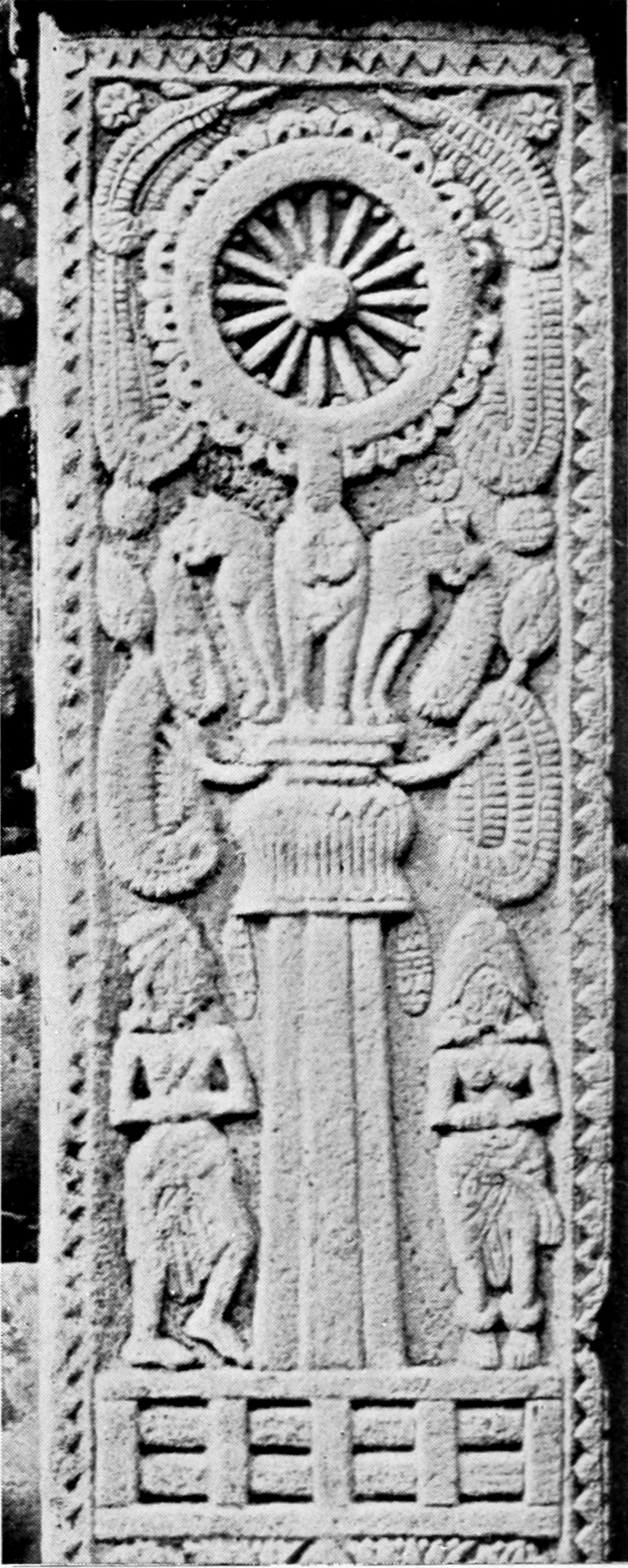
Relleu d'una torana en una estupa de Sanchi, representació del capitell dels lleons

Durant els seus primers anys de regnat, Ashoka va ser un governant tirà. Després de la campanya militar a Kalinga, on es van registrar 150.000 persones deportades, i 100.000 assassinades, va decidir convertir-se al budisme fruit del seu remordiment. No només es va dedicar a l'edificació d'estupes, sinó també a la construcció de stambhas les inscripcions de les quals descriuen la moralitat basada en els dogmes de Buda. Tant els pilars com els estupes són els fars de les rutes de pelegrinatge de l'època i la nova eina de propaganda política.

## Història

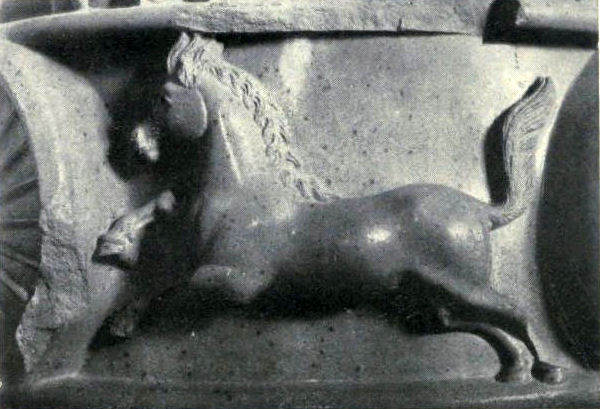
El motiu en relleu del cavall

El capitell Ashoka està estretament associat amb l'emperador Ashoka, qui va governar l'Índia des del voltant del 268 fins al 232 aC. Aquest governador és conegut per la seva conversió al budisme després de la brutal guerra de Kalinga.
Durant el seu regnat, va iniciar un ambiciós programa de construcció i promoció del budisme arreu dels territoris que dominava. Per aquesta raó, va erigir nombroses columnes de pedra monolítiques al seu imperi. Aquestes columnes, conegudes com a "Columnes d'Ashoka", eren estructures impressionants que sovint estaven coronades per un capitell minuciosament elaborat, amb una alta simbologia en les seves representacions. A més de la seva funció decorativa, aquests capitells sovint estaven plens d'inscripcions que registraven els edictes i les ensenyances d'Ashoka. Aquestes inscripcions es realitzaven en escriptura brahmí, prakrit i altres llengües locals, i es difonien per tot l'imperi per promoure la moralitat, la justícia i la pau.
Eren respectats per altres cultures veïnes, per exemple, quan l'India fou musulmana, no van patir cap dany o destrucció.
Actualment queden set escultures d'animals als pilars. Aquests formen el primer "grup important d'escultura en pedra d'Índia", tot i que es creu que en veritat prové d'una tradició existent de tallar columnes en fusta coronades per escultures d'animals de coure, de les quals cap ha sobreviscut fins hui.
A les columnes que sostenen la tòrana sud del mur que protegeix la Gran stupa de Sanchi poden trobar-se escultures molt semblants, també amb quatre lleons. Com altres pilars, el de Sarnath degué alçar-se per commemorar una visita de l'emperador.

## Simbologia
Una de les interpretacions en suggereix que el pilar ha de llegir-se de baix cap a dalt. El lotus sol representar el nostre món. Els animals, l'interminable cicle del samsara. Els lleons representen Buda, pel qual fou possible trencar el cicle. I sobre ell, antigament hi havia un txakra que representava l'alliberament del samsara. La lectura començant pel món terrenal fins a la il·luminació fa al·lusió a la meditació amb aquest fi.
Una altra lectura de l'escultura és aquesta:
els quatre lleons poden estar relacionats a les quatre veritats del budisme. Es creu això perquè el pilar es troba al mateix lloc on Buda feu el seu primer sermó i exposà les seues quatre nobles veritats (la llei o el dharma). Altres interpretacions suggereixen que els animals a la base representen els punts cardinals d'aquesta forma: nord (lleó), sud (elefant), est (bou) i oest (cavall). També podrien simbolitzar els quatre rius que ixen del llac Anavatapta, situat al centre del món, segons una antiga cosmovisió budista. També s'identifica els animals amb els quatre perills del samsara. Els animals, en el seu moviment, se segueixen un a altre en l'etern girar del cicle existencial. Els lleons, que apunten a cada direcció cardinal, tenen la boca oberta per difondre el dharma. S'escollí el lleó per ser membre Buda del clan Sakia (lleó) i per simbolitzar al rei Ashoka.
El lleó és considerat un dels animals sagrats; anomenat des de l'antiguitat “rei de les bèsties”, símbol de valentia i esperit. Una de les regions on s'expressa el simbolisme del lleó és l'Índia. El lleó ha estat venerat com un animal que simbolitza l'autoritat dels reis i la dignitat dels sants. Es diu que a l'antiga Índia, el millor filòsof (persona ben versada en doctrina) s'asseia en un tron de lleó, amb un lleó tallat a la cadira. Això es va introduir al budisme indi.
El seient del lleó va arribar a simbolitzar el seient de Buda. El lleó es compara amb Buda com un lleó humà, o s'expressa com una deïtat guardiana del Bodhisattva Manju. El majestuós sermó de Buda es diu “darrere de lleó” i es compara amb el rugit del lleó. Al segle III a.C. els lleons comencen a representar-se en figures de pedra al pilar d'Ashoka, construït per la dinastia maurya a l'Índia. Simbolitza l'autoritat de la llei budista que el Buda va donar al món.
Per a l'època maurya, el simbolisme del lleó té a veure amb el poder de l'emperador universal, que dedica tot el seu coneixement a la victòria del Dharma.
Dintre de la cultura Xinesa, concretament la Dinastia Tang trobem al lleó com a representació comuna, que arriba a ells a través del comerç i antics monjos budistes. És habitual trobar representacions amb el lleó mascle i el lleó femella, representant el Yin-yang.
Durant el període unificat de Silla, hi ha tot un sistema de tombes de la dinastia Tang, les escultures de lleons a Corea no van ser només símbols budistes sinó que s'empren també al sector privat. El símbol del lleó que es mostra en la tomba està relacionat amb el significat de tutela: Tomba de Gwaereung del Rei Wonseong de Silla (785-798).